# Steighöhe (Leiter)
Die Steighöhe ist die Bezeichnung für die Länge eines Leiterparks von Drehleitern, wie sie etwa von Feuerwehren eingesetzt werden. 
Sie wurde in der alten Normung nach den Buchstaben DL zur Bezeichnung der entsprechenden Drehleiter verwendet. Ab 1948 sind die Typen DL 12, DL 17, DL 22, DL 25, DL 30, DL 52 bekannt. In der DDR wurden die Drehleitern DL 22, DL 25 und DL 30 gefertigt und eingesetzt. Diese Bezeichnung galt bis zur neuen Normung, bei der die Ziffern nicht mehr die Länge des Leiterparkes bzw. der Steighöhe angeben, sondern die Nennrettungshöhe und Nennausladung (Beispiel: DL 23-12).